# لهر
لهر، روستایی است در دهستان نمارستاق از توابع بخش لاریجان شهرستان آمل در استان مازندران ایران.

## جمعیت
این روستا در دهستان نمارستاق قرار داشته و براساس آخرین سرشماری مرکز آمار ایران که در سال ۱۴۰۰ صورت گرفته، جمعیت آن ۲۰۰۰ نفر (۵۰۰خانوار) بوده‌است.